# Laricobius nigrinus
Laricobius nigrinus is een keversoort uit de familie tandhalskevers (Derodontidae). De wetenschappelijke naam van de soort is voor het eerst geldig gepubliceerd in 1945 door Fender.